# 낙서

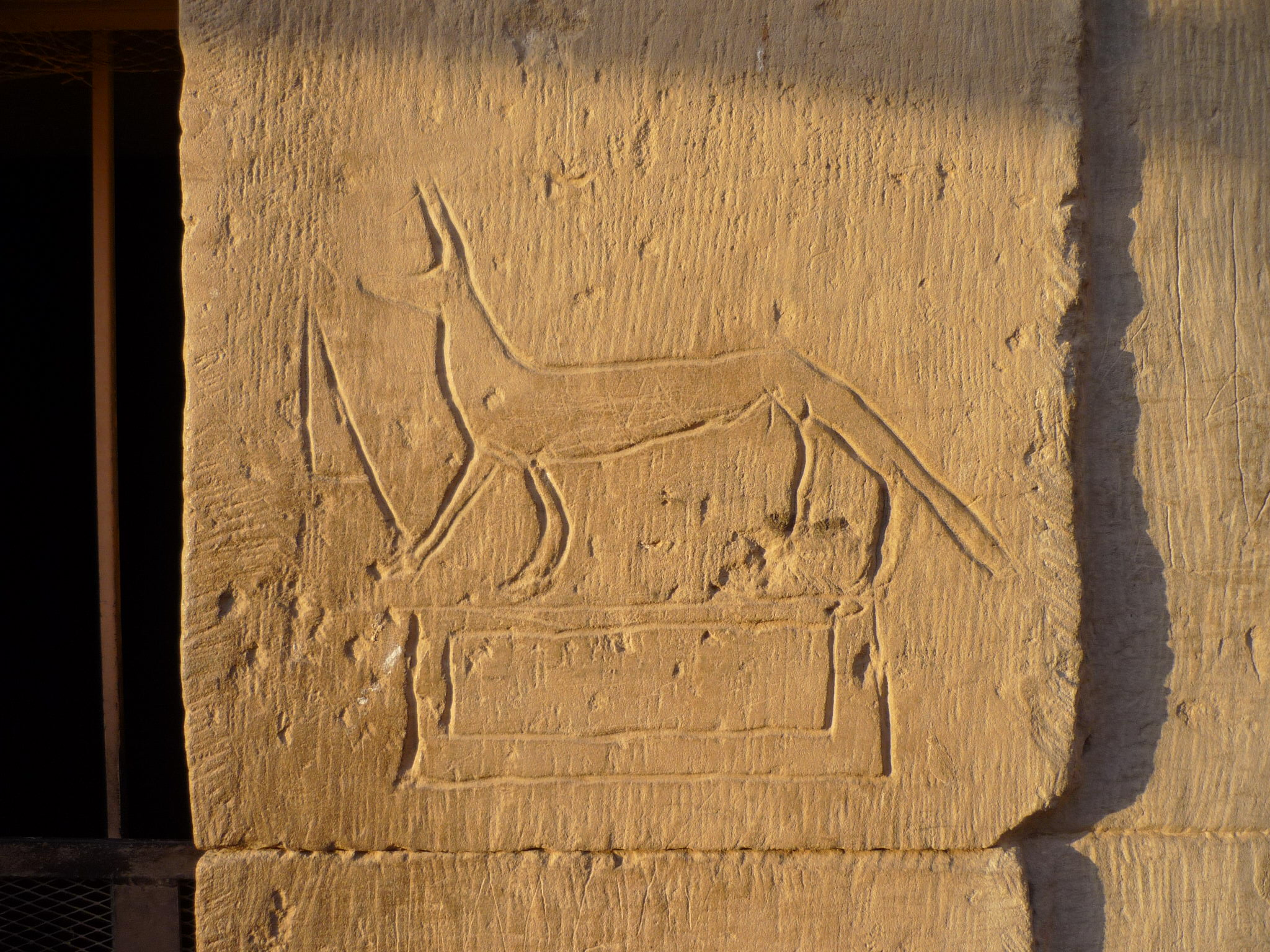
고대 이집트의 낙서.

낙서(落書, 문화어: 락서)는 간단한 스크래치 표현에서부터 정교한 벽화에 이르기까지 다양한 종류가 포함될 수 있다. 특히 현대의 에어로졸 스프레이 등을 사용한 낙서를 그라피티(이탈리아어: graffito - 복수형 graffiti)라고 부른다. 대부분의 나라에서 그라피티를 소유자 허락 없이 하는 것은 재산 손해로 처벌을 받거나 예술 문화의 파괴(반달리즘)으로 여겨졌다.
한편, 그라피티는 사회, 정치적 메시지를 전하기 위한 수단으로 요긴하게 쓰이기도 한다. 어떤 경우에는 화랑이나 갤러리에서 전시회가 있기도 하지만 대개 버스 정류장이나 기차역, 운동장, 건물에 그려져 있다.

## 용어의 기원
한국어의 ‘낙서’(落書)는 원래 문서에 들어있어야 할 글자가 빠진 것을 뜻했다. 일본어의 ‘낙서’(落書, 라쿠쇼)는 14세기 니조 가하라의 낙서처럼 정부를 비판하기 위해 주로 익명으로 투서한 글을 부르는 말이었다.
그라피티는 미술계에 있어 어떤 표면에 그림을 그려 새기는 것과 비슷하다고 여겨진다. 이것과 비슷한 용어는 스그라피토(Sgraffito)가 있는데 색상을 이용해서 한 색상으로 표면을 덮으면서 감춰져 있는 면을 드러내게 하는 방식이다. 이 방식은 원래 도공들이 자기를 만들 때 원래 색에 무늬를 새겨 넣는 방식과 흡사하다. 그라피티와 그라피토는 이탈리아어로 ‘긁힌’(scratched)이라는 뜻이다.

## 형태

개인 암호를 그려넣은 그라피티

그라피티의 스타일에 있어서 가장 흔한 것은 창작한 사람의 이름을 쓰는 것이다. 그라피티를 하면 작품에 자신의 이름 머릿글자를 남겨 꼬리표(tag)를 남기기도 한다. 그것은 꼭 자기 이름이 아니라 개인만이 아닌 암호와 같다. 페인트나 스프레이로 표현한다. 다른 형태로는 다양한 색상의 스프레이를 이용해서 재빨리 그림을 그려넣는 방식이다. 그렇기 때문에 아름다움이라기보다는 속도에 그 의미를 두는 편이다.
더 복합적인 형태는 속칭 거친 표현법(wild style)으로 표현되는데 단어나 문자를 서로 연결하여 형이상학적 형태로 만든다거나 화살 형태의 문자를 그림 속에 표현하기도 한다. 이렇게 표현된 경우는 그라피티를 하는 사람이 아니라면 알아보기가 힘들다. 의도적으로 벽 전체를 그라피티로 그리는 경우가 있는데 이런 경우에는 다른 사람들과 같이 그리지 않으려고 벽 전체에 롤러를 이용해서 그리기도 한다.

## 내용
- 모방화(Imitation painting)

유명한 캐릭터나 인물 등을 확대 복사하듯 그린 작품
- 사회적 언질(Social words)

사회적인 문제에 참여하는 내용을 담고 있거나 정치적인 발언을 뜻하며 빈부격차, 인종차별 등의 소외계층의 불이익에 관한 불만을 단어나 짧은 문장으로 표현한 작품
- 꼬리표 (Tagging)

작가를 나타내는 문자나 순수 의도를 포함하는 가차명 또는 실명을 작품화하는 것

## 예술성
초기의 Graffiti는 지금과는 양상과는 매우 달랐다. "예술성"에 대해서는 회의적이었다. 그것은 낙서가 미술의 한 표현주제로 등장하기 시작한 2차대전후부터 Modern Graffiti의 출발점이라고 할 수 있는 70년대를 지나 현대에 이르기까지 Graffiti에 대한 논의는 끊임없이 제기되고 있다. 다시말해 Graffiti는 대중문화 속의 스타일로 얘기될 수 있을 뿐 '예술인가? 단순한 낙서인가?'는 중요하지 않은 논점일 수 있으며 근자에서 도시미관과 맞물려 있어 대중 미술의 차원을 넘나들고 있다.

## 용어
- 버밍: 허가받지 않은 장소에 그리는 그림

- 스로업: 휘갈기듯이 빠르게 쓴 면으로 된 그림 (빠른 시간 내에 그려 내다보니 직선보다는 곡선이 많이 쓰이게 되었고, 그로 인해 정리되고 발달되어 하나의 장르처럼 정리된 것이 흔히 '버블'이라 불리는 것)

- 뮤랄: 법적 허가를 받은 그래피티

## 용도
그라피티에 대한 학술적인 연구에 따르면 그라피티는 전위 예술인데 이렇게 인식된 것은 적어도 1961년 스칸디나비아 비교 문화 연구소(the Scandinavian Institute of Comparative Vandalism ) 때부터가 아닌가 한다.
분쟁이 있을 경우에는 벽면에 표현함으로써 사회 구성원들에게 자신의 생각을 표현하고 대화의 장을 만드는 의미를 갖기도 한다. 사실 그라피티의 활동이 대화를 하게 하고 궁극적으로는 분열을 아우르는 데 있다고 보기도 한다. 대표적인 예가 베를린 장벽의 경우인데 소련의 압력에 대하여 독일인들의 그라피티가 전체 벽을 뒤덮기도 했다.
영국에서는 뱅크시(Banksy)가 그라피티에 관련한 가장 유명한 인물이다. 그는 자신을 재야 예술테러리스트라고 부르기도 하는데 경찰로의 연행을 피하기 위해 작품에는 그의 신상을 밝히지 않았다. 그의 작품 대부분은 런던 시내 주변에서 볼 수 있으며 중동과 이스라엘에 있는 장벽에도 그의 작품이 있다. 하나를 택해 보자면 한쪽 벽에는 환상적인 해변이 있고 반대 편에는 산의 모습을 그려놓기도 하였다. 2000년에 전시회를 열었으며 최근에는 예술품으로 팔려나가기도 한다고 한다.
힙합 또는 스트릿 문화에서 활발히 보이며, 원래는 반달리즘에서 출발한 문화이다.

## 유명작가
- 로빈 뱅크시(Robin Banksy 1974~)

영국 출신으로 스텐실 그라피티를 통해 권력을 조롱하고 일상 권력의 편견과 독단을 냉소적으로 비꼰다.
그의 그라피티에는 현실 속에 도사린 정치 권력, 엄숙주의, 상업주의에 대한 반기와 저항이 묻어난다.
- 장-미셸 바스키아(Jean-Michel Basquiat 1960~1988)

27세인 젊은 나이로 요절했으며 미국에서 흑인으로서 최초로 성공한 천재 그래피티 작가로 80년대의 제임스 딘 또는 검은 피카소라고 불린다.
그의 그림은 마음의 정화, 실패한 종교, 엉터리 정치, 종교, 민족주의 등 사회에게 보내는 거침없는 메시지들을 담고 있다.
- 키스 해링(Keith Haring 1959~1990)

미국의 그래피티 아티스트. 간결한 선과 강렬한 원색, 재치와 유머가 넘치는 표현으로 낙서를 통하여 사회를 변화시키는 메시지를 전달하고 낙서를 통하여 뉴욕의 문화를 바꾸어놓은 예술가이다.

## 같이 보기
- 미술
- 그림
- 행위 예술
- 반달리즘